# Minionii 2
Minionii 2 (titlu original: Minions: The Rise of Gru) este un film de animație american din 2022 regizat de Kyle Balda. Este continuarea primului film Minionii din anul 2015.